# Грб Тромса
Грб Тромса је званични симбол норвешког округа Тромс. Грб је званично одобрен краљевском резолуцијом од 15. јануара 1960. године.

## Опис грба
Грб Тромса представљен је златним грифоном на црвеном пољу.
Овај грб покрајине је изведен из владарског грба племића Бјарна Ерлингсона од Бјаркеја (умро 1313). Током 13. и 14. века породица Бјаркеја била је једна од најважнијих породица у региону данашње покрајине Тромс.